# 蓋勒洛伊島

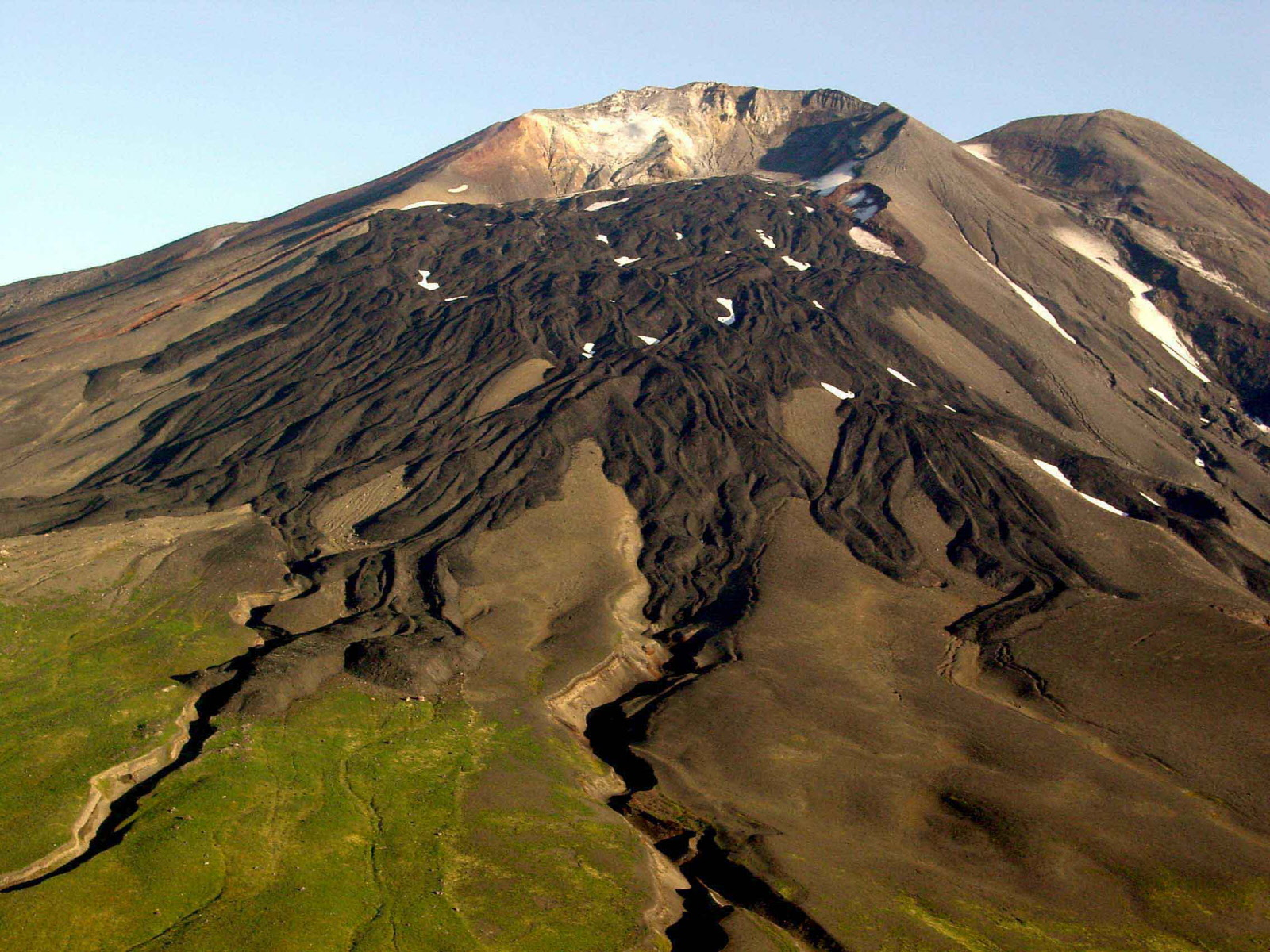

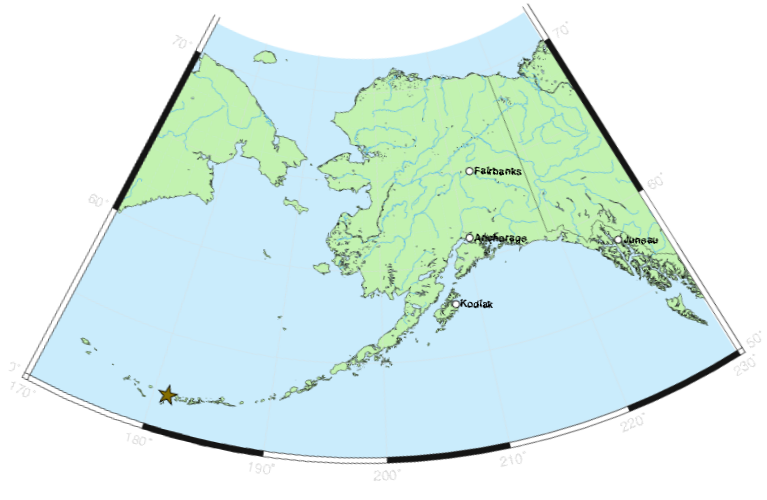

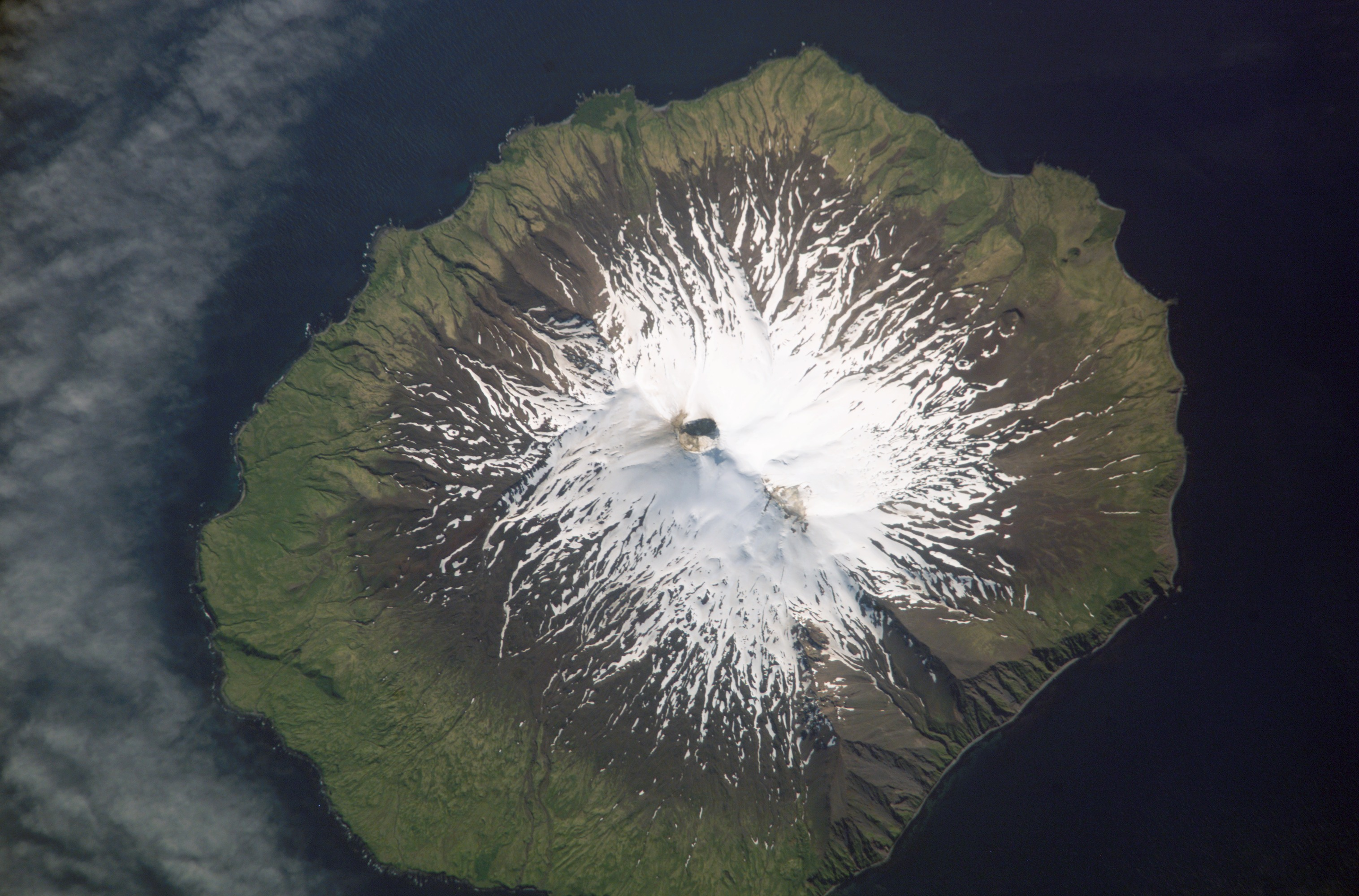

蓋勒洛伊島是美國的火山島，位於太平洋海域，屬於德拉羅夫群島的一部分，由阿拉斯加州負責管轄，長9.7公里、寬8公里，面積67平方公里，最高點海拔高度1,573米，島上無人居住。

## 外部連結
- Gareloi Volcano （页面存档备份，存于） Photographs from Gareloi Island, July 2008.

51°47′08.6″N 178°47′56″W / 51.785722°N 178.79889°W